# 天主教武汉教区
天主教武汉教区是中国天主教爱国会、中國天主教主教團在2000年年初批准、同年6月正式成立，湖北省境内的五个天主教教区之一。武汉教区辖区以武汉市、孝感市为主，以及随州市代管的广水。
1946年时，今武汉地区划分为汉口总主教区、武昌教区、汉阳教区，分属三个传教会，各自为政，互不统摄。1958年起，由自选自圣的中国主教担任教区主教。1973年，武昌教区正权主教袁文華逝世。1980年恢复宗教活动后，武汉市三个教区只有2位主教，汉口教区主教代管武昌教区事务。
2000年年初，湖北省天主教“两会”基于现实情况和现有行政区划，报请中国天主教爱国会、中國天主教主教團，将湖北省11个教区调整为5个教区。汉口总主教区、武昌教区、汉阳教区改置为武汉教区，管辖武汉市13个区，即：江岸、江汉、硚口、汉阳、武昌、青山、洪山、东西湖、江夏、蔡甸、汉南、黄陂、新洲，另辖孝感、云梦、应城、孝昌、广水、汉川、大悟和安陆。三个教区的其他地方分别交由荆沙、蒲圻、襄樊教区管理。董光清担任武汉教区主教，涂世华调任蒲圻教区主教。
2000年6月，武汉教区召开成立大会，组建以董光清主教领导的教区咨议会和教区经济管理小组。2021年9月8日，天主教武汉教区在主教座堂举行崔慶琪主教祝聖典礼。

## 教堂
1950年以前，武汉市内有近20座天主教教堂。由于年代久远，教堂多已成为危房。现存可用于宗教活动的，仅有5至6座教堂。
- 汉口上海路堂
- 武昌花园山堂
- 汉阳显正街堂
- 柏泉刘家嘴堂
- 蔡甸成功活动点